# E greu să fii zeu (film din 1989)
E greu să fii zeu  (în germană Es ist nicht leicht ein Gott zu sein, în rusă Трудно быть богом, transliterat: Trudno bît bogom, în franceză Un dieu rebelle) este un film științifico-fantastic de acțiune din 1989, o coproducție RFG - URSS - Franța - Elveția. A fost regizat de Peter Fleischmann pe baza romanului omonim din 1964 al scriitorilor ruși Arkadi și Boris Strugațki.
Principala cerință a scriitorilor Arkadi și Boris Strugațki pentru producția filmului a fost prezența unui regizor sovietic, de preferință Aleksei German, dar conducerea Sovinfilm a decis altceva și l-a angajat pe regizorul german Peter Fleschmann (din cauza incoerenței și a naturii sale greoaie, Arkadi și Boris Strugațki au încetat să mai controleze procesul de filmare și, prin urmare, nu le-a plăcut filmul rezultat). Aleksei German a regizat un alt film, care a avut premiera în 2013, producția a durat aproximativ 14 ani și a fost finalizată de fiul său după moartea regizorului, care a decedat la 21 februarie 2013.

## Rezumat
În mileniul al III-lea, oamenii de pe Pământ au ajuns să trăiască o viață liniștită. Acest lucru este posibil deoarece își controlează sentimentele extrem de mult și, mai presus de toate, se bazează pe rațiune. Pe o planetă îndepărtată, însă, ei găsesc o civilizație medievală, pe care o folosesc acum pentru a testa dacă oamenii mai au instincte barbare. În acest scop, cercetașul Anton este lăsat la sol, în ochiul sau este implantată o cameră, care transmite tot ceea ce vede unei nave spațiale care orbitează planeta.
Cu toate acestea, trăind sub identitatea nobilului Don Rumata din orașul Arkanar, Anton consideră că este din ce în ce mai dificil să îndure mizeria populației asuprite de rege și de consilierul fără scrupule Don Reba. El încearcă să accelereze progresul și pună în mișcare un fel de iluminism, cu toate că orice intervenție în această lume îi este strict interzisă. El planifică o revoluție și este aproape venerat ca un zeu datorită abilităților sale; cu toate acestea, el se îndrăgostește. În confruntările sângeroase care urmează, regele și Don Reba sunt uciși.
În timp ce Arkanar se scufundă în anarhie și teroare, Anton alias Don Rumata este preluat de nava spațială, pentru că testul s-a încheiat: Anton a fost cel ale cărui reacții urmau să fie testate.

## Distribuție
- Edward Zentara - Don Rumata/Anton
- Alexander Philippenko - Don Reba
- Hugues Quester - Suren
- Christine Kaufmann - Okana
- Andrei Boltnev - Budach
- Gayle Hunnicutt - Doreen
- Pierre Clémenti - King
- Mikhail Gluzsky -  Gauk
- Elguja Burduli -  Pampa
- Regimantas Adomaitis - Don Condor (Alexander Weiland)
- Werner Herzog - Mita

## Producție
În anii perestroikăi, au început iar lucrările la adaptarea cinematografică a romanului celor doi Strugațki, iar principala cerință a scriitorilor a fost ca filmul să aibă un regizor sovietic, de preferință Aleksei German. Dar conducerea Sauvinfilm a decis altceva și l-a angajat pe regizorul german Peter Fleischmann (care a acceptat să devină și producătorul filmului). Din cauza incoerenței și a naturii sale greoaie, Arkadi și Boris Strugațki au încetat să mai controleze procesul de filmare și, prin urmare, nu le-a plăcut filmul rezultat care a fost lansat în 1989.
După ce a aflat despre începutul filmărilor, German a apelat la Agenția de Stat a Filmului cu o cerere de a-și relua activitatea ("în acel moment pur și simplu mi s-a interzis și apoi mi s-a permis"). De asemenea, el a vizitat platourile de filmare de la Kiev, s-a întâlnit cu Fleschmann, dar nu au căzut de acord să coopereze din cauza refuzului regizorului german de a face modificări la scenariu. Președintele Agenției de Stat de a Filmului Alexander Kamșalov l-a invitat pe Aleksei German să filmeze E greu să fii zeu în paralel cu Fleschman. Cu toate acestea, munca la noul scenariu, pe care German a început-o împreună cu Svetlana Karmalita, nu a fost finalizată. Aleksei German a explicat acest lucru prin faptul că la sfârșitul anilor 1980 nu era nevoie de alegorii, totul putea fi spus în text direct: "Am scris douăzeci de pagini și am abandonat, pentru că nu era greu să fii zeu ... de ce este el Reba și nu Beria?.."
În carte, Arkanar este descris ca un oraș-port cu case solide de tip european; arhitectura și infrastructura din Arkanar corespunde Europei medievalo-renascentiste târzii în multe dintre aceste caracteristici. În film, fundalul principal este un peisaj și structuri deșertice, aparent sculptate în stâncă sau din lut, provocând o asociere mai degrabă cu clădirile din Timbuktu sau Yemen. Multe scene au fost filmate pe teritoriul orașului rupestru Çufut Qale din Munții Crimeii.